# Thomas P. M. Barnett

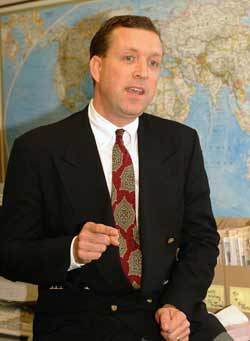
Thomas Barnett

Thomas P. M. Barnett (* 1962 in Chilton, Wisconsin) ist ein US-amerikanischer Forscher auf dem Gebiet der Militärstrategie.

## Leben
Barnett wuchs in Boscobel, Wisconsin (USA) auf. Ein entfernter Verwandter, Major General George Barnett, war Kommandant der US-Marineinfanterie während des Ersten Weltkrieges (1914–1918).
Thomas Barnett studierte an der University of Wisconsin–Madison russische Sprache und Literatur sowie Internationale Beziehungen. Anschließend absolvierte er einen Master-Studiengang Regionalwissenschaften in Harvard, wo er schließlich in Politikwissenschaft promovierte.
Von 1998 bis 2004 forschte Barnett als Professor am U.S. Naval War College. Eines seiner Projekte untersuchte, wie die fortschreitende Globalisierung die Spielregeln internationaler Sicherheit verändert und insbesondere, welche Auswirkung diese Änderungen auf die Rolle des US-Militärs haben, das traditionell wirtschaftliche Verbindungen der USA in der Welt absichert. Die Arbeitstreffen fanden in Räumen des Finanzdienstleisters Cantor Fitzgerald im World Trade Center 1, die am 11. September 2001 zerstört wurden, statt. Als Reaktion auf die Anschläge schuf der US-Verteidigungsminister ein Amt zur Transformation der Streitkräfte; auch Tom Barnett gehörte zu den Mitarbeitern.
Im März 2008 veröffentlichte Barnett im Esquire-Magazin einen Beitrag, der Admiral William Fallon im Widerspruch zur Bush-Regierung zeichnete. Dies führte zu Fallons Rücktritt als Chef des Central Command.
Von 2010 bis 2015 war er Chefanalyst des Beratungsunternehmens Wikistrat.

## Politische Bedeutung
Bereits vor dem Anschlag im September 2001 auf das World Trade Center in New York hatte Barnett den radikalen Islam als möglichen künftigen Hauptfeind der Weltmacht USA dargestellt. Dieser theoretische Ansatz stieß zunächst kaum auf Interesse, gewann aber durch die Ereignisse des 11. September 2001 überraschend an Bedeutung. Bereits im März 2002 konnten erste geostrategische Ergebnisse dem damaligen US-Verteidigungsminister Donald Rumsfeld vorgestellt werden.

## Schriften
- Romanian and East German policies in the Third World. Comparing the strategies of Ceaușescu and Honecker. Praeger, 1992, ISBN 0-275-94117-5.
- Die neue Weltkarte des Pentagon. Mit einer Liste künftiger Konfliktherde und Interventionspunkte. In: Blätter für deutsche und internationale Politik. 5/2003, S. 554–564 (auch in Blätter für deutsche und internationale Politik (Hrsg.): Quo vadis, Amerika? Die Welt nach Bush.  Blätter-Verlagsgesellschaft, Bonn/Berlin 2008, ISBN 978-3-9804925-4-6).
- The Pentagon’s New Map. War and Peace in the Twenty-first Century. G. P. Putnam’s Sons, 2004, ISBN 0-399-15175-3.
- Der Weg in die Weltdiktatur - Krieg und Frieden im 21. Jahrhundert. Die Strategie des Pentagon (Übersetzung von The Pentagon’s New Map. War and Peace in the Twenty-first Century.) J-K-Fischer-Verlag, 2016, ISBN 978-3-941956-51-3. (j-k-fischer-verlag.de)
- Blueprint for Action: A Future Worth Creating. G. P. Putnam’s Sons, 2005, ISBN 0-399-15312-8.
- Drehbuch für den 3. Weltkrieg - Die zukünftige neue Weltordnung (Übersetzung von Blueprint for Action: A Future Worth Creating) J-K-Fischer-Verlag, 2016, ISBN 978-3-941956-49-0 (j-k-fischer-verlag.de)
- Great Powers: America and the World after Bush. G. P. Putnam’s Sons, 2009, ISBN 978-0-399-15537-6.